# 1777 год в музыке

## События
- Август — Вольфганг Амадей Моцарт уходит в отставку с должности музыканта при дворе архиепископа Зальцбурга[1] и в сентябре в поисках работы отправляется в поездку с посещением Аугсбурга, Мангейма, Парижа и Мюнхена.[2]
- Сэмюэль Арнольд становится музыкальным директором Малого театра (англ. Little Theatre) на Хеймаркет в Лондоне.
- В Геттингене опубликован трактат Иоганна Николауса Форкеля «О теории музыки» (нем. Über die Theorie der Musik).
- Томас Арн и его жена помирились, прожив раздельно более двадцати лет.
- Основан Национальный театр Мангейма.[3]

## Классическая музыка
- Михаэль Гайдн
  - «Месса святого Иеронима» (Missa Sancti Hieronymi)
  - Symphony No. 20 in C major.
- Готфрид Август Хомилиус — «Рождественская оратория» (нем. Oratorium zu Weihnachten).
- Вольфганг Амадей Моцарт — Концерт № 9 для фортепиано ми-бемоль мажор, KV 271 («Jeunehomme»).
- Йозеф Мысливечек — оратория «Авраам и Исаак» (итал. Abramo ed Isacco).
- Антонио Сальери — Concertino da camera for flute or oboe and strings G major.
- Ян Крштител Ваньхаль — Violin Concerto in B flat.

## Популярная музыка
- Томас Арн — «На охоту мы будем идти» (англ. A-Hunting We Will Go; написано на основе народной песни для вставки в лондонскую постановку «Оперы нищих» и впервые исполнена певицей-контральто Маргарет Кеннеди[англ.])

## Опера
| - Михаил Керцелли — «Деревенский праздник, или Увенчанная добродетель». - Йозеф Мысливечек — «Эцио» (2-я редакция). - Игнац Якоб Хольцбауэр — «Гюнтер фон Шварцбург». - Джузеппе Сарти — «Медонт, царь Эпира». - Луиджи де Байлу — Il casino di campagna. - Кристоф Виллибальд Глюк — «Армида». - Йозеф Гайдн — «Лунный мир». | - Агостино Аккоримбони - «Фальшивый рыцарь» - La Nitteti. - Доменико Чимароза - «Трое любителей» - Il fanatico per gli antichi Romani - «Мнимая Армида». |

## Родились
- 1 января — Майка Хоукинс (англ. Micah Hawkins), американский поэт, драматург и композитор (умер в 1825).
- 8 января — Филипп Траэтта[англ.], американский композитор и музыкальный педагог итальянского происхождения, сын композитора Томмазо Траэтта (умер в 1854).
- 18 апреля — Игнац Ружичка (Ignac Ruzitska), венгерский капельмейстер и композитор (умер в 1833).
- 4 мая — Шарль Луи Жозеф Ханссенс, бельгийский композитор и дирижёр (умер в 1852).
- 8 мая — Матели Куивалатар[англ.], финско-карельская народная певица, известная как «Роза Карелии» (умерла в 1846).
- 28 мая — Жозеф Анри Иньяс Меес (фр. Joseph-Henri-Ignace Mees), французско-бельгийский композитор (умер в 1858).[4]
- 2 июня — Кристиан Траугот Таг (нем. Christian Traugott Tag), немецкий музыкальный педагог, церковный хормейстер и композитор (умер в 1839).[5]
- 20 сентября — Рамон Феликс Куэльяр и Альтарриба[исп.], испанский хормейстер и композитор (умер в 1833).
- 3 октября — Хедда Юртсберг, шведская балерина, величайшая из своего поколения, сестра актёра Ларса Юртсберга (умерла в 1867).
- 6 октября — Уильям Расселл[англ.], английский органист и композитор (умер в 1813).
- 5 ноября — Филиппо Тальони, итальянский танцовщик и педагог, один из крупнейших хореографов эпохи романтизма, представитель знаменитой итальянской балетной династии (умер в 1871).
- 16 декабря — Янош Фус[венг.], венгерский музыкальный писатель, дирижёр и композитор швабского происхождения (умер в 1819).

## Умерли
- 1 января — Эмануэле Барбелла, итальянский скрипач, музыкальный педагог и композитор (род. в 1718).
- 1 марта — Георг Кристоф Вагензейль, австрийский композитор, пианист, педагог и органист (род. в 1715).
- 22 марта (2 апреля) - Максим Созонтович Березовский, русский композитор (род. в 1745).
- 27 июля  — Уильям Хейз[англ.], английский композитор, органист, певец и дирижёр (род. в 1708).
- 17 августа — Джузеппе Скарлатти, композитор неаполитанской оперной школы (род. в 1718/1723).
- 23 августа — Джузеппе Селлитто[итал.], итальянский органист и композитор (род. в 1700).
- 1 сентября — Иоганн Эрнст Бах[англ.], немецкий органист и композитор, сын Иоганна Бернхарда Баха (род. в 1722).
- Ноябрь — Марко Кольтеллини[итал.], итальянский поэт и издатель, придворный либреттист в Вене и Санкт-Петербурге (род. в 1724).
- 30 ноября — Жан-Мари Леклер младший (фр. Jean-Marie Leclair le cadet), французский композитор, младший брат скрипача и композитора Жан-Мари Леклера старшего (род. в 1703).
- 21 декабря — Антон Каэтан Адльгассер, австрийский органист и композитор баварского происхождения (род. в 1729).